# Villers-Saint-Sépulcre
Villers-Saint-Sépulcre – miejscowość i gmina we Francji, w regionie Hauts-de-France, w departamencie Oise.
Według danych na rok 1990 gminę zamieszkiwało 828 osób, a gęstość zaludnienia wynosiła 114 osób/km² (wśród 2293 gmin Pikardii Villers-Saint-Sépulcre plasuje się na 346. miejscu pod względem liczby ludności, natomiast pod względem powierzchni na miejscu 669.).